# Wanda Łuczycka
Wanda Łuczycka, właśc. Wanda Łuczycka-Meller (ur. 2 lipca 1907 w Józefowie Lubelskim, zm. 3 lipca 1996 w Skolimowie) – polska aktorka teatralna i filmowa.

## Życiorys
Ukończyła Państwową Szkołę Dramatyczną Wilama Horzycy przy Konserwatorium Warszawskim (1932). Debiutowała w 1932 r. na deskach Teatru Miejskiego w Toruniu, z którym związana była do 1933 r. Ponadto występowała w Teatrze Ziemi Wołyńskiej w Łucku (1933–1936), Reducie Osterwy (1936–1937), Teatrze Miejskim w Łodzi (1937–1938) i Teatrze Narodowym (1938–1939). Po wojnie występowała w Teatrze Wojska Polskiego w Lublinie, z którym przeniosła się do Łodzi. Od 1947 r. związana z teatrami warszawskimi: Nowym (1947–1948), Rozmaitości (1948–1949), Narodowym (1949–1955 i 1965–1968) i Dramatycznym (1955–1964 i 1968–1985). Występowała także w radio m.in. w popularnej powieści radiowej Matysiakowie jako Stefania Frączakowa.
Z kamerą zetknęła się jeszcze przed wojną, statystując w filmach. Po wojnie zagrała w ponad pięćdziesięciu filmach. Najczęściej były to role epizodyczne, często jednak, jak chociażby rola masażystki Kowalskiej w Mężu swojej żony w reżyserii Stanisława Barei, czy babcia Pawła w Wojnie domowej w reżyserii Jerzego Gruzy, pozostające w pamięci widzów na dłużej.
Była żoną aktora i dyrektora teatrów warszawskich: Nowego, Dramatycznego i Narodowego – Mariana Mellera. Ich syn, Wiktor jest reżyserem telewizyjnym.
Pochowana na cmentarzu Wojskowym na Powązkach (kwatera K-5-88/89).

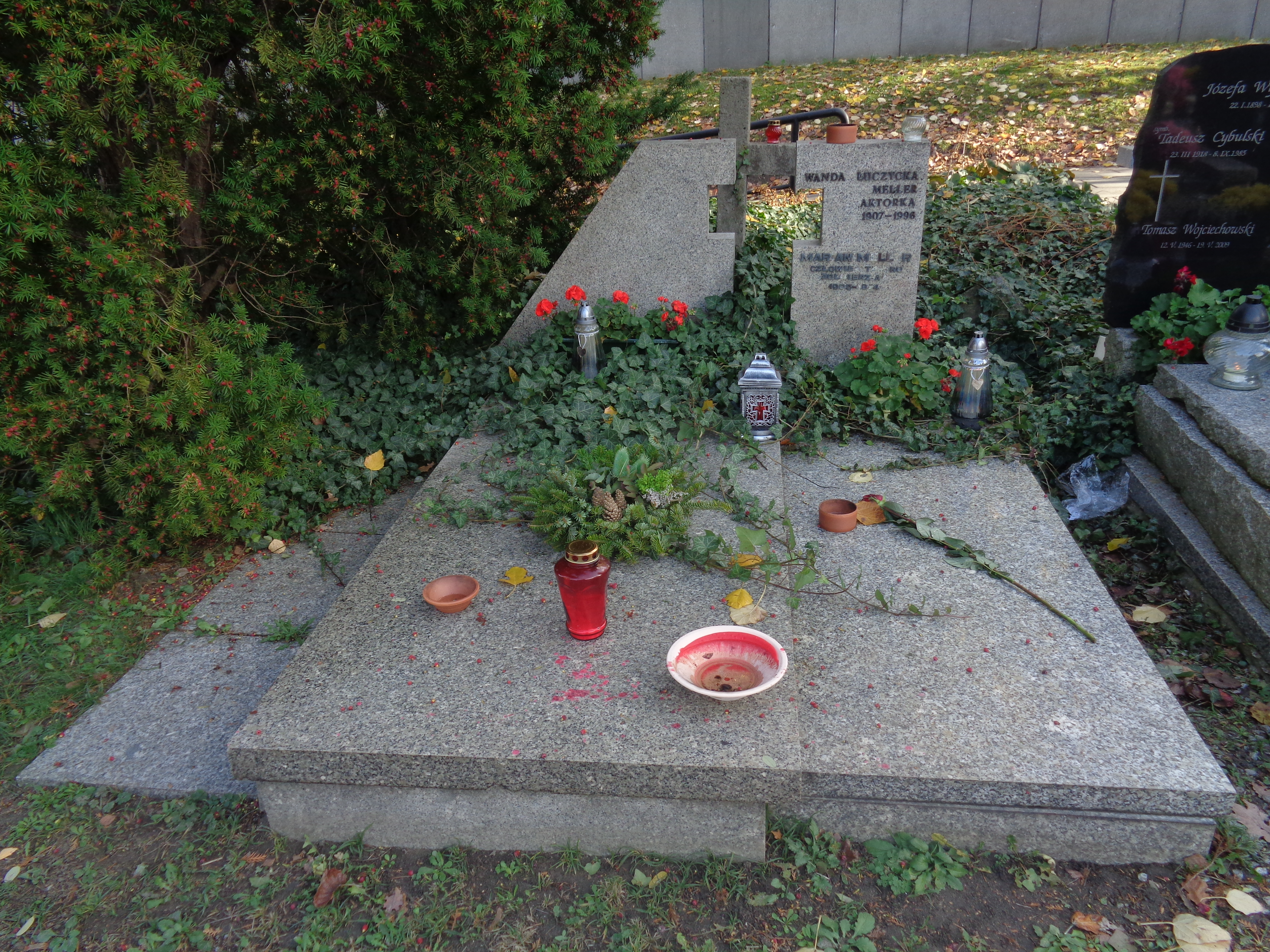
Grób Mariana i Wandy Mellerów na cmentarzu Wojskowym na Powązkach

## Filmografia
- 1953: Celuloza jako Rozalia Stelmachowa
- 1954: Trudna miłość jako Biedronkowa
- 1958: Dezerter jako Karolkowa, matka Elżbiety
- 1960: Mąż swojej żony jako Kowalska, gosposia Karczów
- 1961: Dotknięcie nocy jako Janka; kasjerka z kombinatu
- 1962:  Rodzina Milcarków jako Pyrkowa
- 1962: Głos z tamtego świata jako Wiktoria Habryk, wspólniczka Aksamitowskiego
- 1964: Późne popołudnie jako pani Siankowa
- 1965: Wojna domowa jako babcia Pawła
- 1966: Piekło i niebo jako Wiktoria, gosposia scenarzysty Leona
- 1969: Do przerwy 0:1 jako woźna Matulakowa
- 1970: Wakacje z duchami jako Lichoniowa
- 1972: Kaprysy Łazarza jako żona Jacentego
- 1973: Chłopi jako Kłębowa
- 1973: Nagrody i odznaczenia jako salowa Ciepluchowa
- 1974: Awans jako Horpyna
- 1975: Dyrektorzy jako żona Ignacego Gajdy
- 1977: Noce i dnie jako Arkuszowa
- 1977: Żołnierze wolności jako rozstrzelana komunistka
- 1979: W słońcu i w deszczu jako Małolepsza, matka Bolka
- 1985: Diabeł jako Rapetowa
- 1986: Zmiennicy jako Maria Oborniakowa, gospodyni w Skórcu
- 1988: Warszawskie gołębie jako matka Kaczmarskiego

## Ordery i odznaczenia
- Krzyż Komandorski Orderu Odrodzenia Polski (1977)[4]
- Krzyż Oficerski Orderu Odrodzenia Polski (1966)[4]
- Medal 40-lecia Polski Ludowej (1984)[5]
- Medal 10-lecia Polski Ludowej (19 stycznia 1955)[6]
- Złota Odznaka honorowa „Za Zasługi dla Warszawy” (1978)[7]

## Nagrody
- 1973 – Nagroda Przewodniczącego Komitetu ds. Radia i Telewizji I stopnia za twórczość radiową i telewizyjną
- 1977 – Nagroda Złoty Ekran za kreacje aktorskie w spektaklach Mieszczanie i Decyzje
- 1980 – Nagroda Przewodniczącego Komitetu ds. Radia i Telewizji I stopnia za wybitne kreacje aktorskie w PR i TV
- 1983 – Nagroda Ministra Kultury i Sztuki I stopnia za całokształt dokonań aktorskich w zakresie teatru